# Igevere
Igevere – wieś w Estonii, w prowincji Tartu, w gminie Kastre.

## Etymologia
Od 1471 roku nazwa wsi zmieniła się wielokrotnie: Hufmer (1471), Huygefer (1518), Higever (1795), Iggefer (1839). Nazwa zawiera element -vere i może być powiązane ze słowem hu(i)k lub huige oznaczające „pojedynczy krzyk”. 

## Historia
Przed reformą estońskiej administracji samorządu lokalnego w 2017 roku wieś Igevere należała do gminy Haaslava.

## Demografia
Według spisu ludności z 2011 roku w Aadami mieszkało 70 mieszkańców, z czego 100% stanowili Estończycy. Według spisu ludności z 2021 roku w Igevere mieszkało 60 mieszkańców, z czego 59 (98,3%) stanowili Estończycy.